# Agfa Billy

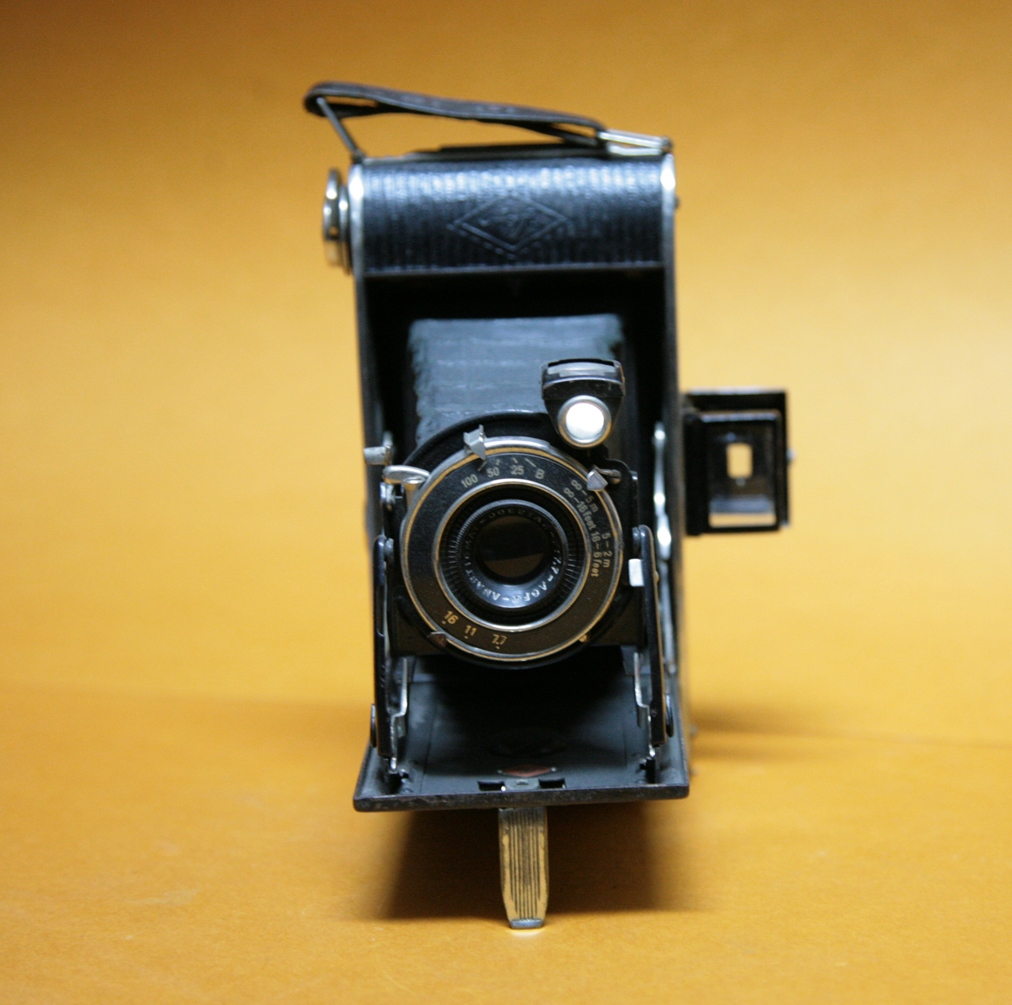
Agfa Billy Record 1933, modello prodotto a partire dal 1933 fino al 1942

Le Agfa Billy sono una serie di macchine fotografiche economiche prodotte, a partire dal 1927, dall'AGFA, sigla che sta per "Actien Gesellschaft für anilinFAbrikation". 

## Storia
Il modello Billy è il secondo dell'AGFA, dopo il modello Standard prodotto per un solo anno (1926). Nel 1928 inizia la produzione anche negli USA con la ditta americana ANSCO che le produce per il mercato americano in licenza; questa operazione commerciale dà grande sviluppo alla AGFA tedesca.
La serie Billy ha avuto 4 diversi modelli con diverse caratteristiche tecniche:
- Agfa Billy Jgetar 8.8 (1928 - 1930) rinominata in Agfa Billy I nel 1931
- Agfa Billy I (1931)
- Agfa Billy Zero aka Agfa Speedex (1932 - 1937)
- Agfa Billy-Clack 1937
- Agfa Billy Compur (1934 - 1942)

### Agfa Billy Jgetar 8.8
La fotocamera Billy Jgetar è stata prodotta dal 1928 al 1930 per le pellicole tipo 120 che produceva anche l'Agfa con il nome di Agfa Film B2, il formato del fotogramma è 6x9. L'obiettivo che monta è uno Igetar con f/8.8, posa b, velocità dell'otturatore di 1/25, 1/50 e 1/100. Il diaframma può essere 8.8, 12.5 e 18. La distanza di messa a fuoco può variare da 2 a 5 metri. Dal 1931 questa fotocamera viene chiamata Agfa Billy I.

### Agfa Billy Zero
L'Afga Billy Zero è una fotocamera verticale a soffietto prodotta dal 1932 al 1937 per le pellicole 127 in formato 4x6.5. Gli obiettivi possono essere Igestar 75 mm f/5.6 Pronto oppure Solinar 75 mm f/3.9 - f/32 Compur. L'otturatore può essere Pronto da 1/25 a 1/100 con posa b e scatto ritardato o Compur da 1 a 1/300 con posa b e t. Viene esportata negli USA con il nome di Afga Speedex.

### Billy Record
Il modello Billy Record è il modello di maggior successo della serie. Esso viene prodotto a partire dal 1933 fino al 1942. Costa all'epoca 30 marchi in Germania e 185 franchi in Francia. Monta pellicole in rullo di tipo 120, formato 6x9, l'obiettivo è un Alfa Anastigmat Jestar 1:7,7 a tre elementi da 100mm. 
Ha un otturatore centrale Pronto S, prodotto dalla Alfred Gauthier ed è dotata di autoscatto a 15 secondi di ritardo.
Il peso è di 560 g con le dimensioni di 165 x 88 x 37 chiusa e 165 x 108 x 131 aperta.
La macchina è semplice e quindi adatta a un ampio pubblico e produce foto di buona qualità a dispetto del basso costo.

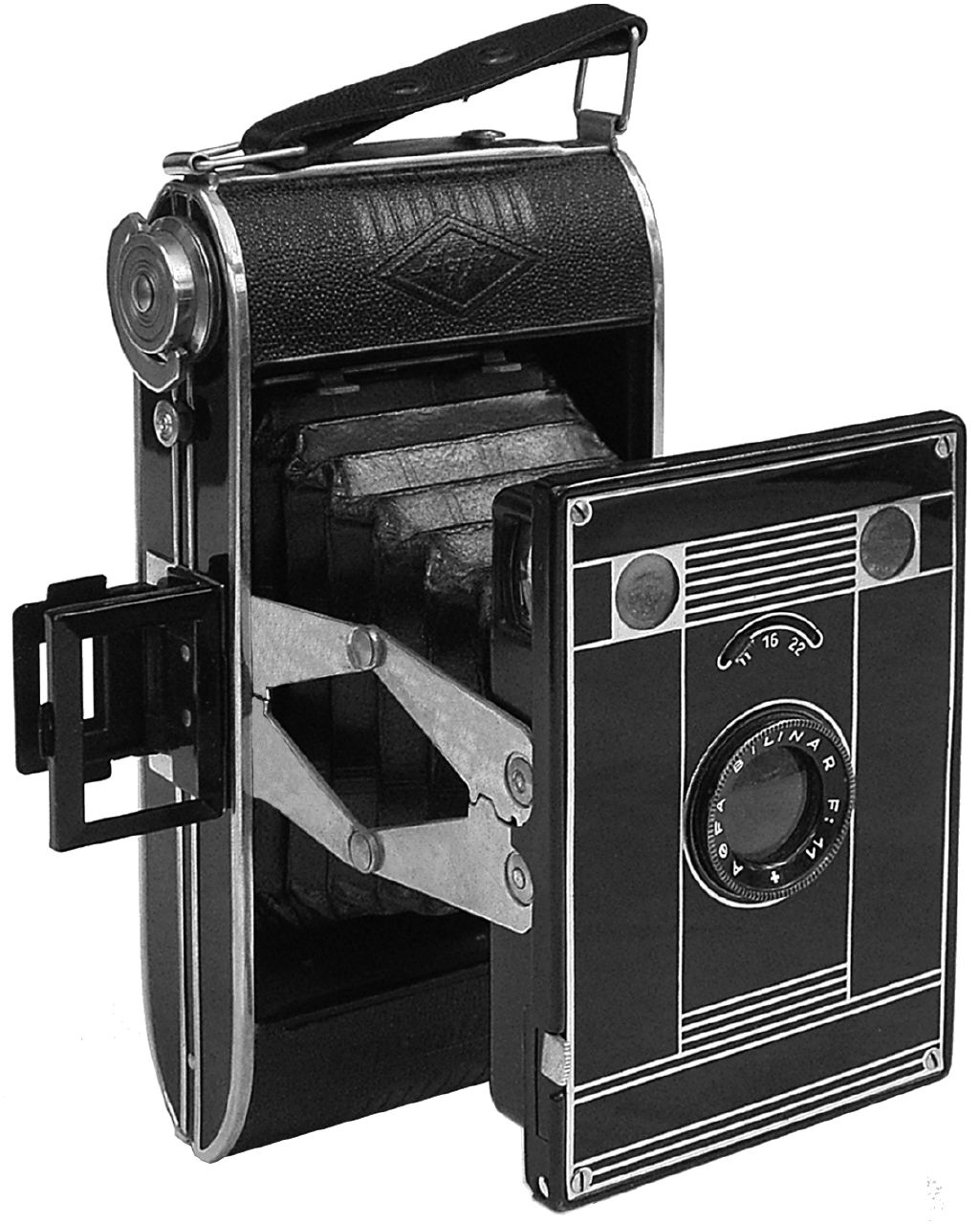
Agfa Billy Clack (1937)
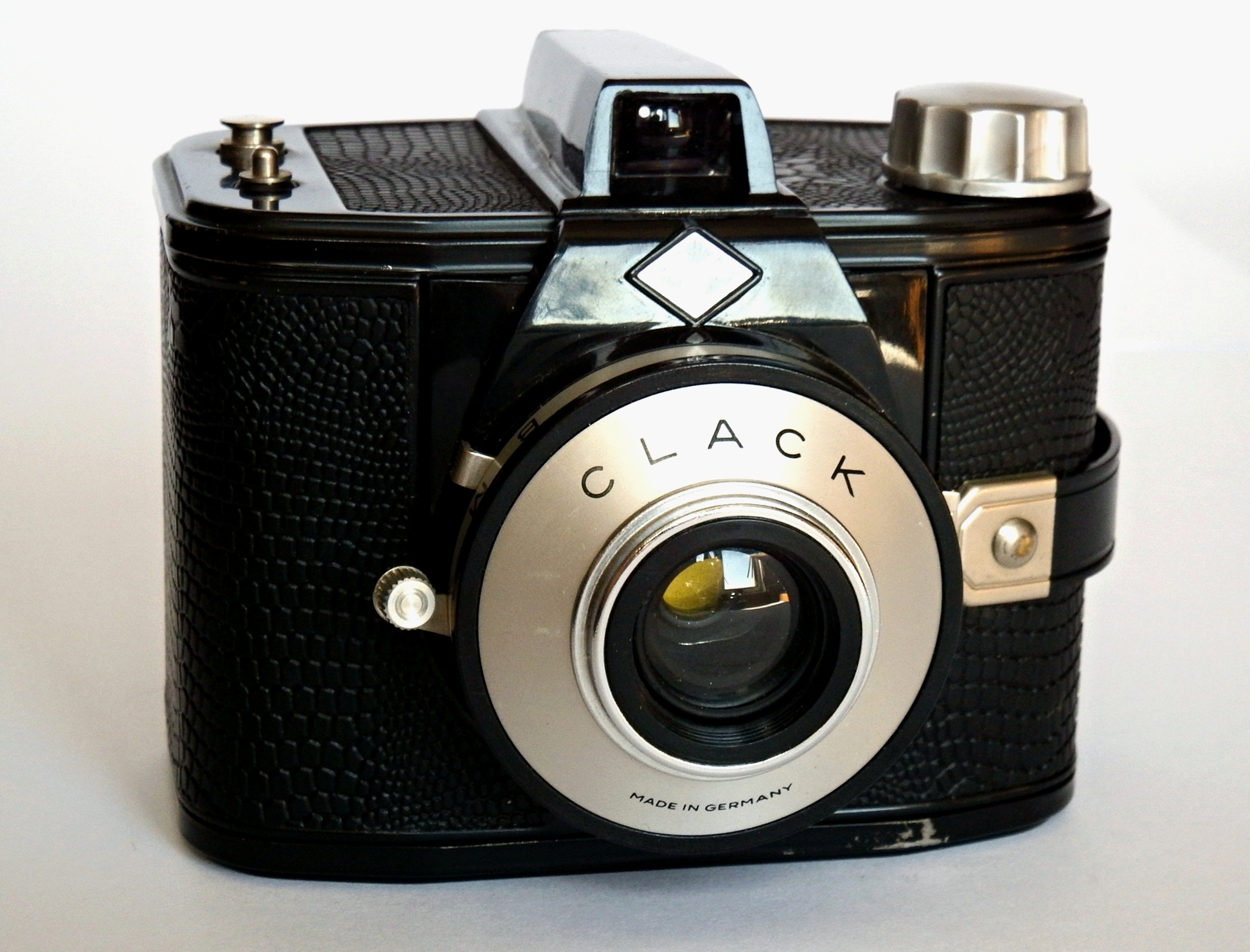
Agfa Weekender Clack Camera (1954 - 1965)
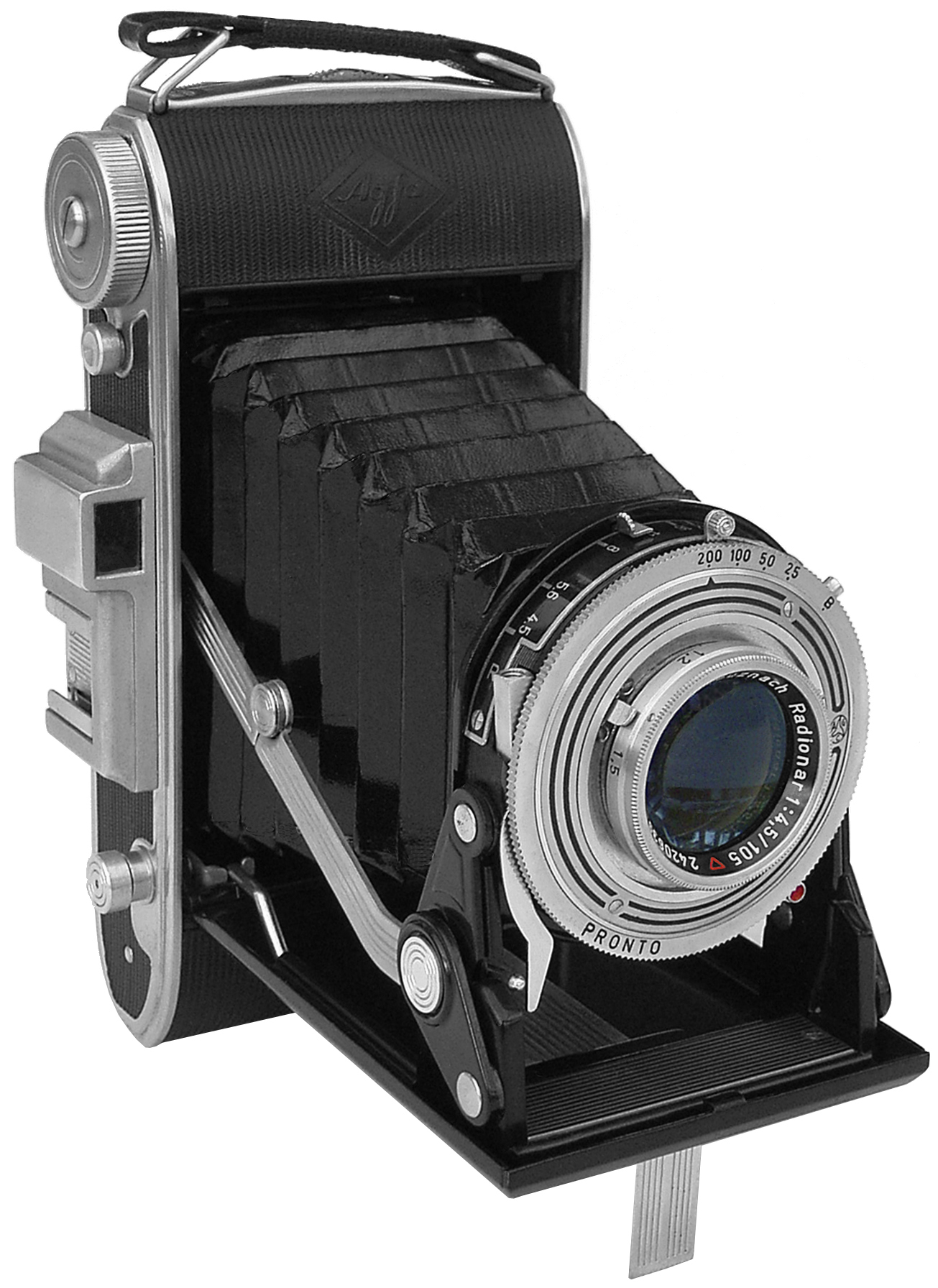
Agfa Billy Record
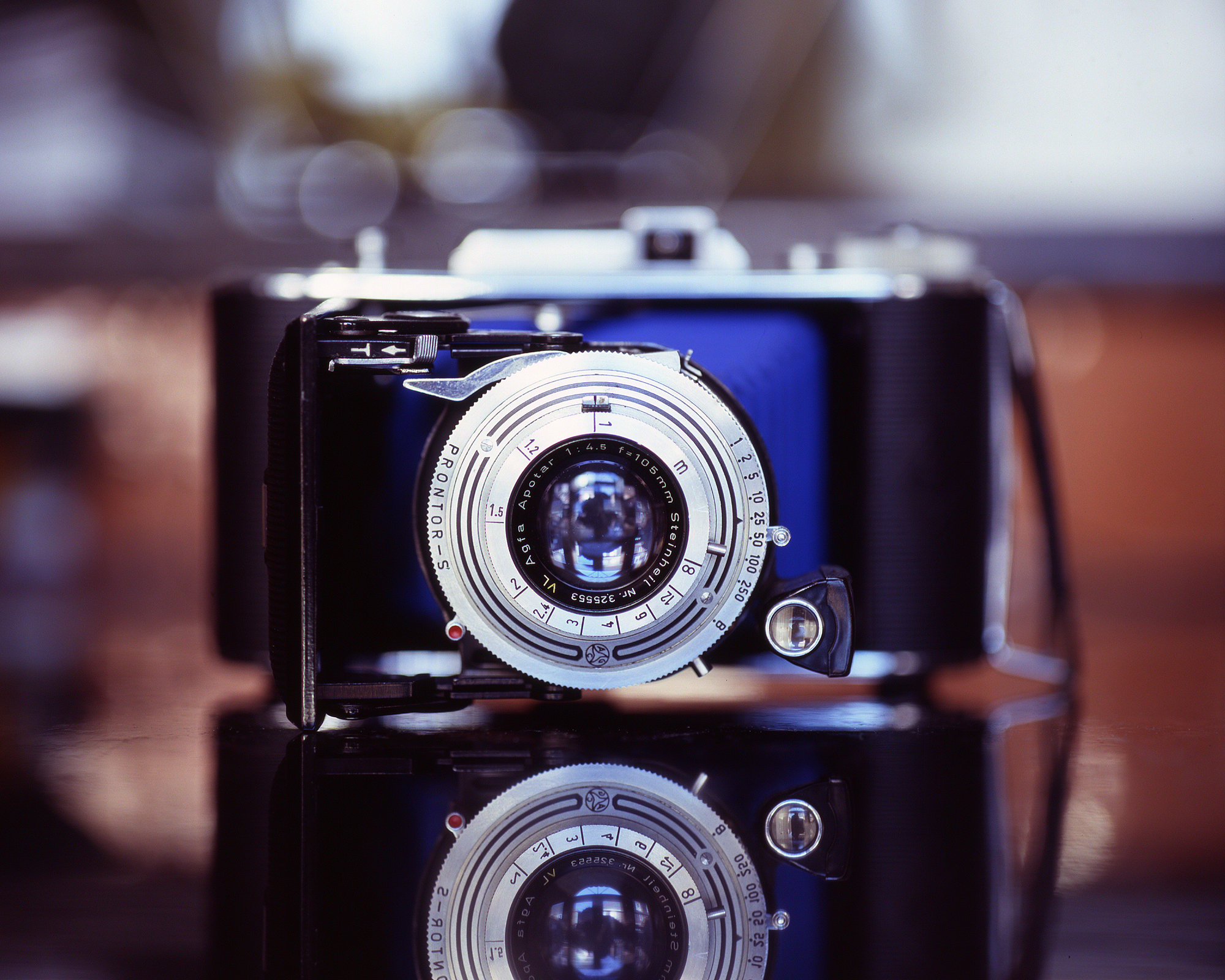
AGFA Billy Record